# Alcyonium moriferum
Alcyonium moriferum är en korallart som först beskrevs av Tixier-Durivault 1954.  Alcyonium moriferum ingår i släktet Alcyonium och familjen läderkoraller. Inga underarter finns listade i Catalogue of Life.